# Поклитару, Раду Витальевич
Ра́ду Вита́льевич Поклита́ру (рум. Radu Poclitaru; род. 22 марта 1972, Кишинёв, Молдавская ССР, СССР) – хореограф-постановщик, работающий в Украине и многих других странах мира, заслуженный деятель искусств Украины (2017), лауреат Национальной премии Украины им. Тараса Шевченко (2016), лауреат премии «Человек года» (2017), Народный артист Молдавии (2016), лауреат международных конкурсов, основатель и главный балетмейстер Академического театра «Киев Модерн-балет». Профессор кафедры современной хореографии Киевского национального университета культуры и искусств.

## Биография

### Ранний период
Раду Поклитару родился 22 марта 1972 года в городе Кишинёв, в семье солистов балета Молдавского академического театра оперы и балета Людмилы Недремской и Виталия Поклитару. Начал изучать классический танец в возрасте 4,5 лет в студии при Кишинёвском Дворце пионеров. Учился в Московском Академическом хореографическом училище (1983–1984), Одесской балетной школе (1984), Кишиневском музыкальном училище им. Штефана Няги (1985).
В 1986 году поступил в Пермское государственное хореографическое училище, которое окончил в 1991 году по классу Александра Сахарова (специальность – артист балета). В 1991 году поступил на работу в Большой театр оперы и балета Белоруссии. Танцовщик ярко выраженного характерного, актёрского дарования.
В 1994 году поступил в Белорусскую Академию музыки на созданное отделение хореографии. 21 апреля 1996 года состоялся балетмейстерский дебют Раду Поклитару – на сцене Белорусского хореографического колледжа – премьера миниатюры «Точка пересечения» на музыку Арканджело Корелли в исполнении Ольги Гайко и Алексея Овечкина.
В 1999 году Раду Поклитару защитил диплом по специальностям: хореограф (класс Валентина Елизарьева), искусствовед (класс Юлии Чурко) и преподаватель теории хореографии. Дипломным спектаклем стал «Поцелуй феи» Игоря Стравинского на сцене Большого театра балета Республики Беларусь.
Первую популярность Раду Поклитару принесли миниатюры, созданные им для танцовщиков, участников международных конкурсов артистов балета. Особенно плодотворным оказался творческий союз молодого хореографа с солистами Минского музыкального театра Юлией Дятко и Константином Кузнецовым. Среди работ, созданных творческим трио — миниатюры «Багатель» на музыку Бетховена, «Белорусская причитальная», «Его музыка» на музыку Ричи Блэкмора, «Адажио» на музыку Чайковского, «Импровизация на фоне стены, увитой плющом» на музыку Баха, «Три грузинские песни», «Баркаролла» на музыку Оффенбаха, а также одноактные спектакли «Мгновения» по поэзии К. Бальмонта, «Мир не кончается у дверей дома» на музыку Депре и Малера, «Видение розы» на музыку К. Вебера, «In pivo veritas» на ирландскую народную музыку и музыку эпохи Ренессанса.
В сезоне 2000—2001 работал главным балетмейстером Молдавской национальной оперы. Из-за смены политического руководства страны, министра культуры и дирекции театра, хореограф был вынужден уйти с этой должности.
С 2001 по 2006 год — свободный художник. В этот период на сценах Украины, Беларуси, Латвии, России им были созданы балеты, которые закрепили за Раду Поклитару славу одного из главных проводников современного танца и прогрессивной балетной режиссуры на постсоветском пространстве. «Картинки с выставки» на музыку Модеста Мусоргского и «Весна священная» Игоря Стравинского в Национальной опере Украины имени Т. Шевченко, «Семь смертных грехов» Курта Вайля в Пермском театре оперы и балета, «Золушка» Сергея Прокофьева в Латвийской Национальной опере и многие другие масштабные творческие проекты Раду Поклитару становились событиями, получавшими живой отклик зрителей и художественной элиты. В творческом тандеме с английским режиссёром Декланом Доннелланом поставил балет «Ромео и Джульетта» Сергея Прокофьева в Большом театре России (2003) — постановка вызвала общественный резонанс, бурная полемика в прессе и кулуарах театра стали реакцией на появление новой, революционной версии знаменитого балета в репертуаре главного музыкального театра России.

### «Киев Модерн-балет»
История труппы «Киев Модерн-балет» начинается 19 декабря 2005 года премьерой спектакля «Le forze del destino / Сила судьбы», созданного по заказу «Фонда искусств Владимира Филиппова», в котором уже были задействованы основные творческие силы будущего театра — хореограф Раду Поклитару, сценограф Андрей Злобин, художница по костюмам Анна Ипатьева, художница по свету Елена Антохина, звукорежиссёр Александр Курий, ассистент хореографа Анатолий Козлов и многие артисты, которые впоследствии вошли в состав постоянной труппы. Регистрация ООО «Театр „Киев Модерн-балет“» во главе с Раду Поклитара при поддержке мецената Владимира Филиппова состоялась 18 июля 2006 года. В результате общеукраинского кастинга было отобрано 16 молодых танцовщиков. Наличие академического балетного образования не было необходимым условием для принятия в состав труппы (при этом все артисты являются профессионалами современного танца, владеют основами классического танца и классическим уроком).
Авторский проект «Киев Модерн-балет», «где репертуар и художественные приоритеты основывались бы на неповторимом стиле и видении Раду Поклитару, где можно было бы реализовать творческие поиски и смелые идеи молодых учеников, коллег маэстро, где отсутствуют каноны и правила, но приветствуются креатив и талант» 25 октября 2006 на сцене Национального драматического театра им. Ивана Франко представил премьеру балета в двух сериях «Кармен. TV». За спектакль «Кармен. TV» театр получил две премии «Киевская пектораль» — в номинациях «Лучший спектакль года» и «Лучшее пластическое решение спектакля». Исполнительница роли Кармен Ольга Кондакова номинировалась как «Лучшая исполнительница женской роли».
Хореографический язык Раду Поклитару – это сложный синтез авторской пластики и классического танца. «Кажется, что это мегасовременный танец, но внутри его тела живет скелет классического танца. Это единственная система координат, которой я свободно владею и на основе чего создаю свой язык, который многим кажется пределом авангарда» – говорит о своей системе хореограф.
В условиях творческой свободы, вместе с художниками Анной Ипатьевой и Андреем Злобиным, Раду Поклитару за короткий срок создаёт разнообразный репертуар театра. Уже в 2008 году театр получает театральную премию «Киевская пектораль» в номинации «Событие года» за совокупность ярких премьер — «Веронский миф: Шекспирименты», «Болеро», «Дождь» и «Щелкунчик». Выступление на фестивалях во Франции («Время любить», Биарриц), Молдове («Биеннале Э. Ионеско»), Таиланде («Фестиваль музыки и танца», Бангкок), России (программа «Маска плюс» фестиваля «Золотая Маска» 2009 и 2010 годы, Москва и фестиваль «Новые горизонты» Мариинский театр, Санкт-Петербург) говорят о признании коллектива международным художественным сообществом.
Кризисные годы тяжело отразились на театре, который оказался на грани полного закрытия. В 2013 году по финансовым причинам (крайне низкие зарплаты) 9 из 21 артистов труппы покинули коллектив. На их место были набраны новые, и весь репертуар пришлось восстанавливать почти с самого начала. Спектакли коллектива создаются благодаря меценатской поддержке. Балет «Жизель» — с помощью Людмилы Русалиной (основательница холдинга «Петрус-Медиа»), в ряде проектов помогал Владимир Бородянский (на тот момент – генеральный директор телеканала «СТБ», руководитель группы «StarLightMedia»), непосредственное участие бизнесмена Андрея Демидова позволило создать «Лебединое озеро»).
К своему первому юбилею — десять лет — театр «Киев Модерн-балет» подошел с итогом в 13 одноактных и 5 полнометражных спектаклей, 5 завоёванными премиями «Киевская пектораль» и фестивалем балета под названием «Лето в стиле Модерн» в честь состоявшегося десятилетия, с 5 по 11 июля 2016 года в Одесском оперном театре. Сам хореограф говорит о создании театра как о главном деле своей жизни.
В репертуаре театра одна за другой появились все три балета большого балетного триптиха Петра Чайковского: в 2007 году – премьера «Щелкунчика», в 2013-м — «Лебединого озера». Завершила трио «Спящая красавица», которую хореограф представил в 2018 году. Сам Поклитару, как танцовщик, в свое время прошёл классическую версию «Спящей красавицы» от «маленьких пажей, танцевал кавалеров, Волка с Красной шапочкой, дослужился до «Феи Карабос» и был безгранично счастлив, поскольку с самого детства был влюбёен в эту музыку.

### Новое время
В период с 2012 по 2013 год Раду Поклитару — художественный руководитель Киевского муниципального академического театра оперы и балета для детей и юношества.
Работа не ограничивается Киевом и Украиной. Так, в 2013 году в Воронежском театре оперы и балета во время третьего Платоновского фестиваля хореограф подготовил и представил зрителям балетную миниатюру «Люди Платонова» на одно из произведений Андрея Платонова на музыку Фредерика Шопена. По приглашению Андрея Болтенко, главного режиссёра церемонии открытия Зимних Олимпийских игр 2014 года в Сочи, Раду Поклитару выступил постановщиком хореографических номеров Церемонии открытия зимних Олимпийских игр 2014. Над проектом работал вместе с экс-премьером балета Одесского оперного театра Андреем Мусориным и победителем первого «Майданса» Александром Лещенко — в постановке участвовали 440 исполнителей. Для церемонии открытия был поставлен минибалет «Первый бал Наташи Ростовой» на сборную музыку, в котором приняли участие нынешние и бывшие звёзды Большого и Мариинского театров Светлана Захарова, Владимир Васильев, Иван Васильев, Александр Петухов, Данила Корсунцев.
В 2016 получил престижную Национальную премию Украины им. Тараса Шевченко в области музыкального искусства за серию работ: балет-триптих «Перекрёсток» (2012), балеты «Лебединое озеро» (2013), «Женщины в ре миноре» и «Длинный рождественский обед» (2014). В том же году Раду Поклитар получил звание «Народный артист Молдовы», а ко Дню независимости Украины 2017 года — звание Заслуженного деятеля искусств Украины.
С 2018 года Раду Поклитару — главный балетмейстер коммунального учреждения Театрально-зрелищное учреждение культуры «Академический театр „Киев Модерн-балет“». А 24 марта 2018 года стал лауреатом XXII общенациональной премии «Человек года-2017» в номинации «Деятель искусства года».
На сегодняшний день хореограф является автором более сорока одноактных и полнометражных представлений и танцевальных сцен в операх, поставленных на разных сценах, среди которых Национальные театры Молдовы, Латвии, Беларуси, Чехии, Сербии и Украины, Большой театр России, Российский камерный балет «Москва», Московский академический музыкальный театр имени Станиславского и Немировича Данченко.

### Кино и телевидение
На телевидении Раду Поклитару фигурирует как в качестве гостя передач, так и непосредственно участником. В 2011 году стал членом жюри 4-го сезона шоу «Танцы со звездами» на украинском канале «1+1», с 2012-го – член жюри шоу «Танцуют все!» на телеканале «СТБ (сотрудничество продолжалось с пятого по девятые сезоны), в 2015 году – член жюри танцевального конкурса «Танцуй!» на «Первом канале». Отзывы о судействе Поклитару находятся в категории «строгий, но справедливый».
В проекте «Танцуют все!» Раду Поклитару судейские обязанности совмещал с подготовкой номеров для участников. Как отмечали обозреватели, его постановки отличались чётко выстроенной драматургией, нестандартными решениями. Номера, поставленные Раду, называли маленькими театральными шедеврами, рождёнными в телевизионном формате. В четвертом сезоне проекта такими шедеврами стали постановки для дуэта Екатерины Белявской и Родиона Фархшатова, Галины Пехи и Анатолия Сачивко, Лидии Соклаковой и Ивана Дроздова.
Сыграл сам себя – камео – члена жюри танцевального телешоу – в художественном фильме 2016 года «После тебя» режиссёра Анны Матисон. До этого появлялся в эпизодических ролях фильмов «Сказание о храбром витязе Фэт-Фрумосе» (1977), «Танцующие призраки» по повести «Виллисы» Юрия Короткова (1992).
В постановке Раду Поклитару вышел главный танцевальный номер художественного фильма «Синдром Петрушки» режиссера Елены Хазановой, снятый по мотивам одноимённого романа Дины Рубиной. Постановка выполнена на актёров Евгения Миронова и Чулпан Хаматову.

## Постановки

### Спектакли
Минский музыкальный театр
- 1998 — балет в одном действии «Мгновения» по поэзии Константина Бальмонта
- 1999 — балет в одном действии «Мир не кончается у дверей дома» на музыку Жоскена Депре и Густава Малера
- 2001 — балет в одном действии «La spectre de la rose» на музыку Карла Марии фон Вебера
- 2002 — балет в одном действии «In pivo veritas» на ирландскую народную музыку и музыку эпохи Ренессанса

Большой театр Беларуси
- 1999 — балет в одном действии «Поцелуй феи» Игоря Стравинского

Национальный театр оперы и балета Республики Молдова
- 2001 — балет в одном действии «Кармен» на музыкальную фантазию по мотивам оперы Жоржа Бизе
- 2003 — балет в одном действии «Болеро» Мориса Равеля
- 2003 — балет в одном действии «Вальс» Мориса Равеля
- 2005 — «Принцесса Атех, или Откровения принцессы хазарской» моноопера Геннадия Чобану (совместно с Петером Вуткарэу)

Национальная опера Украины
- 2002 — балет в одном действии «Картинки с выставки» на музыку сюиты Модеста Мусоргского
- 2002 — балет в одном действии «Весна священная» Игоря Стравинского

Большой театр (г. Москва)
- 2003, 13 декабря — балет в двух действиях «Ромео и Джульетта» Сергея Прокофьева (совместно с Декланом Доннелланом)
- 2004, 20 мая — балет в одном действии «Палата № 6» на музыку Арво Пярта
- 2015, 11 марта — балет в двух действиях «Гамлет» по мотивам пьесы Уильяма Шекспира на музыку 5-й и 15-й симфоний Дмитрия Шостаковича (реж. Деклан Доннеллан, сценограф Ник Ормерод)

Русский камерный балет «Москва»
- 2004, 7 июня — балет в одном действии «День рождения Отелло» на музыку Сергея Прокофьева

Пермский театр оперы и балета имени П. И. Чайковского
- 2004, 27 ноября — «Семь смертных грехов» балет с пением Курта Вайля

Латвийская Национальная опера
- 2005, 27 мая — балет в двух действиях «Золушка» Сергея Прокофьева
- 2006, 22 сентября — балет в двух действиях «Золушка» Олега Ходоско

Мариинский театр
- 2015, 30 декабря — балет в двух действиях «Симфония в трёх движениях» Игоря Стравинского

Театр оперы и балета в Праге
- 2016 — «Дождь»

Национальный театр Белграда
- 2016 — «Долгий рождественский обед»
- 2016 — «Женщины в ре-миноре»

Разные театры
- 1999 — «Quo Vadis?» на музыку Софии Губайдулиной и на молдавскую народную музыку (Белорусский хореографический колледж)
- 2001 — «Женщины в ре-миноре» на музыку Иоганна Себастьяна Баха (Одесское училище искусств и культуры им. К. Данькевича)
- 2002 — «Кармен» Родиона Щедрина – Жоржа Бизе (Одесское училище искусств и культуры им. К. Данькевича)
- 2005 — «Кантата» на музыку Иоганна Себастьяна Баха (Пермское государственное хореографическое училище)
- 2009, 20 января — «Двое на качелях» на музыку Иоганна Себастьяна Баха и Чавели Варгас (Гала-концерт «Игорь Колб и друзья» на сцене центра «Бункамура», г. Токио, Япония)
- 2015, 30 декабря — «Симфония в трех движениях» (совместно с Анной Матисон)
- 2019 — «Светлый ручей» (ВДНХ)

2023  3 ноября - "Waves",на музыку И. С. Баха и украинские народные песни в   исполнении Нины Матвиенко - Народный театр Брно.
2023 - "Долгий рождественский обед ", "Женщины в ре миноре" в Державной опере Пловдива
2023 - "Вий" на сцене Латвийской национальной оперы в Риге
2024 - "Завтра ", "Дождь " ( Державная опера Пловдива)
2024 - "Друзья" фестиваль Петериса Васкса в Цесисе
Академический театр «Киев Модерн-балет»
- 2005, 19 декабря — опера-балет «Le forze del destino / Силы судьбы» на музыку Джузеппе Верди, Арриго Бойто, Джакомо Пуччини, Камиля Сен-Санса, Альфредо Каталани
- 2006, 25 октября — балет в двух сериях «Кармен. TV» на музыку Жоржа Бизе
- 2007, 25 января — балет в двух действиях «Ромео и Джульетта» (Шекспирименты) на музыку Петра Чайковского, Георга Генделя и музыку эпохи Ренессанса за птесой Уильяма Шекспира
- 2007, 3 октября — балет в одном действии «Дождь» на музыку Иоганна Себастьяна Баха и народов мира
- 2007, 3 октября — балет в одном действии «Болеро» Мориса Равеля
- 2007, 30 декабря — балет в двух действиях «Щелкунчик» Петра Чайковского
- 2008, 3 июня — балет в одном действии «Underground» на музыку Петериса Васкса
- 2008, 24 ноября — балет в одном действии «Палата № 6» на музыку Арво Пярта
- 2009, 30 октября — балет в одном действии «Двое на качелях» на музыку Иоганна Себастьяна Баха и Чавели Варгас по мотивам одноимённой пьесы Вильяма Гибсона
- 2010, 24 и 26 июня – балет в одном действии «Квартет-а-тет» на музыку Ада Мааса
- 2010 – дивертисмент современной хореографии «Con tutti i strumenti»
- 2011, 25 мая – балет в одном действии «In pivo veritas» на ирландскую народную музыку и музыку эпохи Ренессанса
- 2012, 18 мая — балет–триптих «Перекрёсток» на музыку Мирослава Скорика (копродукция с Национальной оперой Украины им. Тараса Шевченко)
- 2012, 13 октября – балет в одном действии «Геревень» на музыку Владимира Николаева (копродукция с Пермским театром оперы и балета им. П.И. Чайковского)
- 2013, 22 июня — балет в двух действиях «Лебединое озеро» Петра Чайковского
- 2014, 18 и 19 июня — балет в одном действии «Женщины в ре миноре» на музыку Иоганна Себастьяна Баха
- 2014, 29 и 30 декабря — балет в одном действии «Долгий рождественский обед» на музыку Антонио Вивальди по мотивами пьесы Торнтона Уайлдера
- 2016, 9 и 10 апреля — балет в двух действиях «Жизель» Адольфа Адана
- 2017, 25 и 26 апреля — балет в одном действии «Вверх по реке» на музыку Александра Родина по мотивами рассказа «Загадочная история Бенджамина Баттона» Фрэнсиса Скотта Фицджеральда
- 2018, 22 и 23 мая — балет в двух действиях «Спящая красавица» Петра Чайковского по мотивами сказки Джамбаттиста Базиле
- 2019, 20 июня — балет в двух действиях «Вий» Александра Родина по мотивами повести Николая Гоголя
- 2020, 21 октября — балет в двух действиях «Маленький принц» на музыку Вольфганга Амадея Моцарта и украинских колыбельных в исполнении Марии Пилипчак по мотивам повести Антуана де Сент-Экзюпери
- 2021, 27 января — балет в одном действии «Девять свиданий» на музыку Фредерика Шопена
- 2021, 13 октября — балет в двух действиях «Пикова дама» на музыку Петра Чайковского (Вторая и Шестая симфонии), по мотивам одноимённой повести Александра Пушкина
- 2023 , март - одноактный балет "Завтра" на музыку Ф.Шопена
- 2023, 21 октября - балет "Дискриминация" на музыку Г.Генделя и В.Сильвестрова
- 2024 , апрель - одноактный балет "Друзья" на музыку Петериса Васкса                                                                                                                                                              2025 , июнь - балет в двух действиях "На прекрасном голубом Дунае"

### Хореографические миниатюры
- 1996 — «Точка пересечения» на музыку А. Корелли
- 1996 — «Прелюдия и фуга» на музыку И. Баха
- 1996 — «Легенда о флейте Пана» на музыку Г. Замфира
- 1996 — «Зеркало» на музыку Ф. Шопена
- 1996 — «Сицилиана» на музыку Г. Форе
- 1996 — «Вальс тысячи времён» на музыку Ж. Бреля
- 1996 — «Три грации» на музыку Ф. Шопена
- 1997 — «Багатель» на музыку Л. Бетховена
- 1998 — «Ночные цветы» на музыку К. Дебюсси
- 1998 — «Белорусская причитальная» на музыку вокальной группы «Камерата»
- 1998 — «Старая пластинка» на песню в исполнении М. Ланца
- 1998 — «Его музыка» на музыку Р. Блэкмора
- 1998 — «Безделушка» на музыку Б. Макферрина
- 1998 — «Пробуждение» на музыку М. Равеля
- 1999 — «Испанская ариетта» на музыку Х. Канно
- 1999 — «Лакримоза» на музыку В. Моцарта
- 2000 — «Мюзетт» на музыку Б. Макферрина
- 2000 — «Адажио» на музыку П. Чайковского
- 2000 — «Два романса» на музыку М. Глинки
- 2000 — «Импровизация на фоне стены, увитой плющом» на музыку И. Баха
- 2001 — «Три грузинские песни» на народное грузинское вокальное многоголосие
- 2001 — «Отчалившая Русь» на музыку Г. Свиридова
- 2001 — «Чокырлия» на молдавскую народную музыку
- 2001 — «Неклассическая вариация» на музыку Л. Минкуса
- 2002 — «Три старинных танца эпохи Ренессанса» на музыку эпохи Ренессанса
- 2002 — «Люб-off» на музыку В. Моцарта
- 2002 — «Мазурка» на музыку Ф. Шопена
- 2002 — «Три румынские песни» на румынскую народную музыку
- 2003 — «Марлен» на песню в исполнении М. Дитрих
- 2003 — «Русская» на музыку П. Чайковского
- 2003 — «Свадьба» на музыку Г. Бреговича
- 2003 — «Экзерсис» на музыку J mix
- 2003 — «Люли» на музыку группы «Иван Купала»
- 2003 — «Мы на лодочке катались» на русскую народную музыку
- 2004 — «Лебедь» на музыку К. Сен-Санса
- 2004 — «Провинциальные танцы» на музыку Ф. Шопена-А. Глазунова
- 2008 — «Мы танцуем Перголези» на музыку Дж. Перголези
- 2009 — «Возрасты любви» на музыку А. Вивальди
- 2009 — «Баркаролла» на музыку Ж. Оффенбаха
- 2010 — «Con tutti instrumenti» на музыку А. Сальери
- 2011 — «Слепые» на музыку Ф.Шопена
- 2011 — «Хочешь» на музыку Земфиры
- 2012 — «Не отрекаются любя» на музыку А.Пугачевой
- 2012 — «Юнона и Авось» на музыку А.Рыбникова
- 2012 — «Орфей и Эвридика» на музыку Adagio А.Альбинони
- 2012 — «Беда» на музыку В.Высоцкого
- 2013 — «Голос» на музыку А.Каталани
- 2014 — «The very thought of you» на музыку Р.Нобля
- 2017 — «Детали взаимоотношений» (посвящение В.Елизарьеву)
- 2018 — «Весна. Лето. Осень. Зима» на музыку А.Расскатова

## Фильмография
- 1977 — «Сказание о храбром витязе Фэт-Фрумосе» — мальчик (эпизод) — реж. Владимир Иовице и Николай Исинеску, к/с «Молдова-фильм»
- 1992 — «Танцующие призраки» — Гена Демин (в титрах — Поклитар) — реж. Ефим Резников, Юрий Коротков, «Гранат-фильм»
- 2015 — «Синдром Петрушки» – Раду Поклитару – хореограф фильма – реж. Елена Хазанова, ООО «Студия Третий Рим»[24][27]
- 2016 — «После тебя» — камео — член жюри танцевального телешоу — реж. Анна Матисон, «Кинокомпания Сергея Безрукова»

## Профессиональная и общественная деятельность
- Член жюри международного конкурса молодых артистов балета «Фуэте Артека»
- Постоянный член международного жюри конкурса артистов балета «Арабеск» (Пермь) с 2002 года
- 2011 – Член жюри международного конкурса артистов балета и хореографов имени Сержа Лифаря (Донецк, Украина)
- 2011 - Профессор кафедры современной хореографии Киевского национального университета культуры и искусств
- Член жюри международного конкурса артистов балета в Варне (2016 и 2018)
- Постоянный член жюри и председатель жюри Международного фестиваля современной хореографии в Витебске (IFMC)

## Признание и награды
- 1999 — Международный конкурс им. Олега Дановского (Румыния) — лучший номер современной хореографии
- 1999 — Международный фестиваль «Music of the World» (Италия) — лучший одноактный балет
- 1999 — Международный конкурс артистов балета и хореографов имени Сержа Лифаря (Украина) — III премия в конкурсе хореографов и специальный приз от журнала «Мир искусства» («Quo Vadis?» на музыку Софии Губайдулиной)[28]
- 2000 — Международный конкурс артистов балета в Варне (Болгария) — I премия за лучшую современную хореографию
- 2000 — Международный фестиваль современной хореографии в Витебске (Белоруссия) — специальная премия за лучшую хореографию
- 2000 — Международный конкурс артистов балета «Арабеск» (Россия) — премия за лучший номер современной хореографии
- 2001 — Международный конкурс артистов балета и хореографов (Москва, Россия) — 1 премия конкурса хореографов
- 2001 — Международный конкурс артистов балета и хореографов имени Сержа Лифаря (Украина) — I премия в конкурсе хореографов
- 2002 — Театральная премия «Киевская пектораль» (Украина) — лучший музыкальный спектакль (балет «Весна священная» Игоря Стравинского), лучшая работа балетмейстера
- 2007 — Лауреат премии в области театрального искусства «Киевская пектораль» сезона 2006/07 в номинациях «Лучшее драматический спектакль» и «Лучшее пластическое решение спектакля» (балет «Кармен. TV» на музыку Жоржа Бизе)[29]
- 2008 — Лауреат премии в области театрального искусства «Киевская пектораль» сезона 2007/08 в номинации «Событие года» (спектакли театра «Киев Модерн-балет» в хореографии Раду Поклитару: «Болеро» Мориса Равеля; «Дождь» на музыку Иоганна Себастьяна Баха; «Веронский миф: Шекспирименты» на музыку Георга Генделя, Петра Чайковского и эпохи Возрождения; «Щелкунчик» Петра Чайковского[13]
- 2008 — Международный конкурс артистов балета в Варне (Болгария) — I премия за лучшую современную хореографию[30]
- 2010 – Международный конкурс артистов балета «Арабески» (Россия) – премия за лучший номер современной хореографии
- 2013 – Лауреат премии в области театрального искусства «Киевская пектораль» сезона 2012/13 в номинации «Лучший музыкальный спектакль» (балет-триптих «Перекресток» на музыку Мирослава Скорика)[31]
- 2014 — Театральная премия «Киевская пектораль» (Украина) — лучший спектакль и лучшая работа балетмейстера (балет «Лебединое озеро» на музыку Петра Чайковского)
- 2016, март — Лауреат Национальной премии им. Тараса Шевченко в номинации «Музыкальное искусство» (балеты «Лебединое озеро», «Женщины в ре миноре», «Длинный рождественский обед» и балет-триптих «Перекресток»)[2][17][32]
- 2016 — Народный артист Молдавии — за заслуги в развитии хореографического искусства, вклад в укрепление межкультурных отношений и высокое профессиональное мастерство[4]
- 2017 — Заслуженный деятель искусств Украины — за значительный личный вклад в государственное строительство, социально-экономическое, научно-техническое, культурно-образовательное развитие Украины, весомые трудовые достижения и высокий профессионализм[1]
- 2017 — Международный конкурс классической и современной хореографии «The International Ballet and Contemporary Dance Competition» Domenico Modugno (г. Лечче, Италия), лучшая работа балетмейстера «Танцуем Перголези»
- 2018, 24 марта — Лауреат XXII общенациональной премии «Человек года – 2017» в номинации «Деятель искусства года»[3]
- 2020 — Лауреат премии в области театрального искусства «Киевская пектораль» сезона 2019/20 в номинации «Лучшее пластическое решение спектакля» (балет «Вий» Александра Родина)[33]
- 2023 ,  11 октября - лауреат премии "Лучший хореограф " по версии музыкальной церемонии Gala Excelentei Muzikale (Молдова)                                                            2025 - премия "Киев" в области театрального искусства